# Orup 2
Orup 2 är ett studioalbum från 1989 av den svenske popartisten Orup.  Åtminstone fyra låtar från albumet fick stora framgångar: M.B., Regn hos mej, Upp över mina öron och Då står pojkarna på rad.

## Låtförteckning
1. Då står pojkarna på rad
2. Upp över mina öron (duett med Anders Glenmark)
3. Regn hos mej
4. Ett tåg av kärlek
5. Höga klackar och korta kjolar
6. Med flyg till USA
7. Nångång någon nånstans
8. M.B.
9. Håll mej
10. På omslaget till ett modemagasin
11. Du är inte min vän (bonusspår, ej med på vinyl- eller kassettupplagan)

## Listplaceringar
| Lista (1989) | Topplacering |
| ------------ | ------------ |
| Sverige      | 1            |